# Dannevirke (avis)
 For alternative betydninger, se Dannevirke (flertydig). (Se også artikler, som begynder med Dannevirke)
Dannevirke var navnet på flere aviser, der blev udgivet i Haderslev fra 1838 til 1975. I sin storhedstid, efter oprøret i Rendsborg i 1848 var oplaget på 1.250 eksemplarer.
Avisen blev oprettet i 1838 af bl.a. Christian Flor. Den var det første markante talerør for de dansksindede i Sønderjylland. Redaktør var Peter Christian Koch (1807-1880). Blandt bladets skribenter var N.F.S. Grundtvig. Efter den slesvigske krig lukkede de tyske myndigheder avisen i 1864, og den udkom først igen fra 1867. Der var fortsat problemer med de tyske myndigheder, som var negative grundet bladets klart nationalt danske linje. Denne anden udgave af avisen blev aldrig en stor succes.
Det tredje Dannevirke udkom fra 1903 som aflægger af avisen Modersmaalet. Efter genforeningen blev avisen talerør for partiet Venstre, og fra 1938 fik hele oplaget navnet Dannevirke. Jydske Tidende overtog avisen i 1972, men lukkede den allerede tre år senere.